# 今和次郎
今 和次郎（こん わじろう、1888年〈明治21年〉7月10日 - 1973年〈昭和48年〉10月27日）は、日本の建築学者、民俗学研究者。考現学の第一人者。今裕の甥。今純三の兄。

## 概要
早稲田大学理工学部建築学科で長く教壇に立ち、日本建築士会会長他、団体の要職も多く務める。民家、服装研究などで業績があり、考古学に対し現在の通常の人々の日常生活や行動を考察する「考現学」を提唱し、建築学、住居生活や意匠研究などでも活躍した。文化女子大学短期大学部・現文化学園大学短期大学部との関わりもあり家政学を教えていたこともあるが、旧来の家政学や社会政策学への批判認識から生活学を提唱した。後に日本生活学会を発足させ会長に就任。
関東大震災後、菜っ葉服（ジャンパー）を着るようになり、結婚式や宮邸への訪問、大使館でのパーティーなどにも背広でなくジャンパーで通した。

## 足跡と人物像
「白茅会」参加より端を発する柳田國男門下としての民家研究、日本全国と大陸に渡る農村生活調査活動、関東大震災後のバラック装飾活動による独自の視点から都市と生活復興への関与と風俗観察、生活文化の流れからの服装研究など、研究者としての調査研究活動範囲は多岐にわたる。
1910年代から石黒忠篤からいろいろなかたちで調査費を援助され、国の各種機関の役員に就任し、国の政策とかかわっていく。戦前期は内務省社会局や地方局の生活改善事業の推進を担い、戦後もGHQの農村改善事業を進める役割を担うほか、農林省や文部省、厚生省の仕事も多く担い、様々な団体の会長にも就任しているほど、組織的な活動を率先して実施。建築組織の活動は建築士会の他、新日本建築家集団委員長を務めていた。また、政治的活動は日本社会党北多摩支部長を長きにわたり勤め、党政拡大の貢献により河上丈太郎から表彰されているが、シンパシーは当時民社党のほうであったという。
服装研究以降、白い麻のスーツを着てパナマハットを被っているような格好から冠婚葬祭でもジャンパー着用へと達したが、和次郎のクローゼットにはジャンパーが20着ぐらい並び、どれにしようか選んでいたという。今和次郎本人によると小さい頃から勉強は嫌いで、絵を描くのは好きであった。町内の家の格子をずっと描いている少年だったという。東京美術学校時代は、おじの医学者・今裕（のち北海道大学総長）の家に寄宿し、アルバイトで人体解剖図を制作している。
また、弟の今純三は銅版画家になった。
美校を卒業し早稲田大学に赴任すると、早稲田では第二部理工学部に研究室を設けた。

### 略歴
- 1888年（明治21年） - 青森県弘前市百石町にて、父成男、母きよの次男として生まれる[1]。今家は代々津軽藩の典医をつとめる。
- 1893年（明治26年） - 弟純三が生まれる[1]。
- 1906年（明治39年） - 東奥義塾中学卒。一家で東京市四谷に引っ越す。1907年（明治40年）、東京美術学校図按化（現在の東京芸術大学美術学部）に入学[1]し、デッサンの勉強に励む。
- 1912年（明治45年） - 東京美術学校図按科卒。卒業制作は「工芸各種図案」。岡田信一郎の薦めで早稲田大学建築学科助手に採用される。佐藤功一に師事[1]。
- 1914年（大正3年） - 早稲田大学講師となる[1]。
- 1915年（大正5年） - 早稲田大学助教授となる[1]。
- 1917年（大正6年） - 早稲田大学の佐藤功一教授の誘いで「白茅会」（はくぼうかい）[2]に石黒忠篤らとともに参加。柳田國男の調査に同行[1]し、各地の民家のスケッチをするようになる。
- 1918年（大正7年） - 「民家図集 第一輯 埼玉県」白茅会（民家調査の最初の報告書）[1]。「郷土会」と「白茅会」による神奈川県津久井郡内郷村調査に参加。
- 1919年（大正8年） - 東京美術学校講師。農商務省住宅に関する事務取扱(農商務省農村住宅調査嘱託)を委嘱され、以後、全国にわたって農村住宅を視察。
- 1920年（大正9年） - 早稲田大学教授となる[1]。都市計画や造園に関する講義を行った。これに関連して人文地理学に接近する[3]。
- 1922年（大正11年） - 「日本の民家 田園生活者の住家」（鈴木書店）を刊行[1]。
  - 同年、小田内通敏(地理学)と朝鮮半島で民俗調査に従事（朝鮮総督府の委嘱による）朝鮮の集落・住宅・民具を調査[1]。
- 1923年（大正12年）9月 - 関東大震災。麹町富士見町の借家で被災。10月、震災後の銀座に「バラック装飾社」を興す[1]。
- 1924年（大正13年） - 朝鮮総督府から「朝鮮部落調査特別報告 第一冊民家」を刊行[1]。東京帝国大学セツルメントハウス(東京都)を設計。
- 1925年（大正14年） - 吉田謙吉らとともに東京銀座街頭で初の考現学調査「銀座街風俗」を行ない、『婦人公論』7月号に「1925年初夏東京銀座街風俗記録」を発表[1]。
- 1926年（大正15年、昭和元年） - 『婦人公論』1月号に「新家庭の品物調査」を発表。大越村娯楽場(福島県田村市)を設計。
- 1927年（昭和2年） - 「しらべもの（考現学）展覧会」を新宿紀伊国屋で開催。「考現学」を提唱[1]。日本女子大学校講師。『民俗と建築--平民工芸論』(磯部甲陽堂)を出版。
- 1928年（昭和3年） - 母・きよ死去。井上とし子と結婚。
- 1930年（昭和5年） - 『モデルノロヂオ（考現学）』出版（吉田謙吉と共著）[1]。早稲田大学から欧米各国の視察を命ぜられ、初の海外旅行(翌年1月帰国)。
- 1931年（昭和6年） - 『考現学採集（モデルノロヂオ』出版（吉田謙吉との共著）[1]。
- 1932年（昭和7年） - 「流行研究会」設立。
- 1933年（昭和8年） - 『農村家屋の改善』(日本評論社)を出版。
- 1934年（昭和9年） - 積雪地方農家家屋及び農村共同作業所の設計に関する研究を開始。東北地方の郷倉を調査し、新設の郷倉および共同作業場の設計原案を作成する。渡辺甚吉邸(東京都) のインテリアデザインを担当。
- 1935年（昭和10年） - 鐘紡顧問。生保内村セツルメント(秋田県)を設計。
- 1936年（昭和11年） - 東北更新会指導委員。「民家研究会」設立に参加。「雪の会」をつくり、雪の科学的研究と雪害防止の研究をおこなう。
- 1937年（昭和12年） - 雪害防止のための試験家屋(急傾斜屋根、2階建て)を設計。(財)同潤会の東北地方農山漁村住宅改善調査委員。
- 1939年（昭和14年） - 「日本雪氷協会」の設立に参加。
- 1941年（昭和16年） - 東宝文化映画『農村住宅改善』(監督:野田眞吉)監修、出演。『草屋根』(相模書房)を出版。
- 1944年（昭和19年） - 弟の純三が死去。
- 1945年（昭和20年） - 『住生活』(乾元社)を出版。
- 1946年（昭和21年） - 早稲田大学工芸美術研究所付属技術員養成所兼任
- 1947年（昭和22年） - 『服装研究』(長谷川書店)を出版。
- 1948年（昭和23年）から1962年にかけて『家庭科学』に家政に関する一連の論文を発表する。「家政のあり方」(相模書房)を出版。
- 1950年（昭和25年） - 被服文化協会理事長。文化女子短期大学講師。
- 1951年（昭和26年） - 炭鉱住宅を調査。
- 1952年（昭和27年） - CIEの指導により誕生した東北大学農学部生活科学科講師。『造形感情』を出版
- 1953年（昭和28年） - 農林省生活改善専門技術員資格試験審査審査員。北海道の炭鉱住宅を調査。
- 1954年（昭和29年） - 厚生省公衆衛生院講師として、各地の保健所等で住宅の講義。学習院女子短期大学講師。(社)家の光協会参与。専門委員(民俗資料)。
- 1955年（昭和30年） - 法務省矯正研究所講師。地方史研究所による出雲や隠岐総合調査に参加。農山漁村文化協会理事。
- 1956年（昭和31年） - 地方史研究所による高千穂・阿蘇総合調査団に参加。
- 1957年（昭和32年） - 地方史研究所による南伊豆調査に参加。
- 1958年（昭和33年） - 全日本建築士会初代会長就任。
- 1959年（昭和34年） - 早稲田大学を退職。名誉教授。
- 1961年（昭和36年） - 工学院大学講師。
- 1962年（昭和37年） - 日本ユニホームセンター会長（主務官庁が厚生省の財団法人。初代会長を務めた）
- 1965年（昭和40年） - 勲四等瑞宝章受章[4]。『女性服装史』(相模書房)を出版。
- 1967年（昭和42年） - 『ジャンパーを着て四十年』(文化服装学院出版局)を出版。
- 1971年（昭和46年） - 『今和次郎集』(全9巻)をドメス出版より刊行開始。出版祝賀会「考今会」が椿山荘で開かれる。日本建築学会大賞受賞。
- 1972年（昭和47年） - 日本生活学会結成、初代会長。
- 1973年（昭和48年）10月27日 - 心臓麻痺により死去。同日勲三等旭日中綬章受章[1]。墓は東京・小平霊園にある。

没後
1984年（昭和59年）、保谷市（現：西東京市）の自宅書斎に残されていた資料および蔵書一式が「今和次郎コレクション」として工学院大学図書館に収蔵された。1988年（昭和63年）に生誕100年記念展「考現学は今」が東京銀座で開催される。2011年（平成23年）から2012年（平成24年）にかけ「今和次郎採集講義」展が青森、東京、大阪で開催される。
今は民家研究で業績を挙げたが、考現学研究などのため、柳田國男に「破門」（本人談）されたと称したが、一方で、柳田の方は、和次郎の弟子・竹内芳太郎に「破門した覚えはない、君からそう伝えておいてくれ」と答えている。

## 建築作品
建築の実作では、バラック装飾社時代の神田東条書店、カフェ・キリンなどのほか、雪の里情報館（旧農林省積雪地方農村経済調査所 昭和8年築 山形県新庄市）1938年の秋田県立青年修練農場、旧渡辺甚吉邸（旧スリランカ大使館邸）インテリア・家具がある。

### その他
- 1918年から1921年の間、はっきりしないが、東京大学学生の渋沢敬三の家に招待され、交流が始まる[5]。渋沢らは、アチックミュージアムと称する小さな屋根裏の博物館を作っていた[6]。渋沢は横浜正金銀行ロンドン支店に駐在したが、（1922年から1925年）、スウェーデンの北方民族博物館とスカンセン野外博物館、ノルウェーの民族博物館を訪れ、今にぜひ訪れる様に勧めた。今は1930年に欧米視察旅行に出かけており、7月にスウェーデンとノルウェーの民族博物館を訪れている[7]。1934年、彼らの努力が実り11月2日に郷土資料陳列所の開所式が開かれた[8]今は住居展示に関わった。
- 「考現学」という発想は後にも大きな影響を与えており、赤瀬川原平、藤森照信らの「路上観察学会」の先駆者ともいえる。
- 関東大震災の直後に立ち上げたバラック装飾社は、画家の中川紀元、神原泰、横山潤之助らと協力し、被災した商店、工場等の修復再建、内装を請け負って前衛的な都市景観の実現を企図したものであった。
- 言葉のほかに、文章でも津軽弁が出没した。
- 早稲田大学のスケッチ課題添削に、「KONCHECK」の判子を押している。
- 没後その功績を記念し、「今和次郎賞」が設けられた。対象は故人の守備範囲の広さを反映して多方面に亘る。たとえば中鉢正美（経済学をベースとした生活構造論）の受賞などに反映されている。

## 著作
- 「今和次郎集」（全9巻、ドメス出版、初版1971-73年）

1. 考現学
2. 民家論
3. 民家採集
4. 住居論
5. 生活学
6. 家政論
7. 服装史
8. 服装研究
9. 造形論

- 「考現学入門」（藤森照信編、ちくま文庫、初版1987年）、
- 「日本の民家」（岩波文庫、初版1989年）、ISBN 4003317513。藤森照信解説、日本の民家研究の先駆的な業績
- 「野暮天先生講義録」（今和次郎コレクション委員会編、ドメス出版、2002年）

1967年4月から9月まで、日本経済新聞夕刊に連載された一部
- 「今和次郎 思い出の品の整理学」（平凡社、2019年）、ISBN 4582531733。新編新書判
- 「ジャンパーを着て四十年」（ちくま文庫、2022年7月）

### 編著
- 「新版 大東京案内」（批評社、1986年／ちくま学芸文庫（上・下）、2001年）

関東大震災後の復興期の東京を伝える、元版は1929年に中央公論社
- 「欧州紳士淑女以外 絵葉書通信 今和次郎見聞野帖」 荻原正三編、柏書房、1990年
- 「今和次郎・民家見聞野帖」 竹内芳太郎編、柏書房、1986年
- 「考現学採集」 吉田謙吉と共編、学陽書房、1986年
- 「モデルノロヂオ」 同上、学陽書房、1986年
- 「東京考現学図鑑」 吉田謙吉と共著、学研、2011年。泉麻人編

### 伝記
- 畑中章宏 『柳田国男と今和次郎 災害に向き合う民俗学』 平凡社新書、2011年
- 川添登 『今和次郎』 リブロポート〈シリーズ民間日本学者〉、1987年／ちくま学芸文庫（増補版）、2004年